# Liste von Burgen und Befestigungsanlagen auf der Hainleite
Die Liste von Burgen und Befestigungsanlagen ist ein Verzeichnis von historischen Burgen, Schlössern, Burgställen und Warten auf und am Höhenzug der Hainleite in den Landkreisen Nordhausen und Kyffhäuser in Thüringen.

## Liste der Befestigungsanlagen
Die Hainleite ist ein etwa 40 Kilometer langer Teil der nördlichen Muschelkalkumrahmung der Thüringer Beckens und erstreckt sich von Bleicherode im Nordwesten, wo er fließend in den Dün übergeht, bis Heldrungen an der Thüringer Pforte im Südosten. Die meisten befestigten Orte befanden sich an der nördlichen Schichtstufe des Höhenzuges.
Die Liste ist nach geographischer Lage geordnet von West nach Ost entlang der Schichtstufe der Hainleite.
| Ort / Lage                                              | Name                           | Typ       | Entstehungszeit                                           | Besonderheiten Erhaltungszustand | Bild |
| ------------------------------------------------------- | ------------------------------ | --------- | --------------------------------------------------------- | -------------------------------- | ---- |
| Holzthaleben (am Übergang zum Dün)                      | Helbeburg                      | Wallburg  |                                                           | Wallanlagen                      |      |
| Reinhardsberg bei Friedrichslohra (am Übergang zum Dün) |                                | Wallburg  |                                                           | Wall und Graben                  |      |
| Großlohra                                               | Burg Lohra                     | Spornburg | 11. Jahrhundert                                           |                                  |      |
| Kleinberndten                                           |                                | Wallburg  |                                                           | Wall- und Grabenreste            |      |
| Hainrode                                                | Wöbelsburg                     | Wallburg  |                                                           |                                  |      |
| Hainrode                                                | Schloss Hainrode               |           | 18. Jahrhundert                                           |                                  |      |
| Wernrode                                                | Burg Zengenberg                |           | 11. Jahrhundert                                           | Wall- und Grabenreste            |      |
| Wernrode                                                | Schloss Wernrode               |           | um 1250                                                   |                                  |      |
| Wernrode, Straußberg                                    | Kirchberg Alte Burg            |           | um 1155                                                   | Wall- und Grabenreste            |      |
| Wernrode, Straußberg                                    | Kirchberg Alte Kirche          |           | um 1155                                                   | Wall- und Grabenreste            |      |
| Wernrode                                                | Rauchenberg                    | Wallburg  | um 880 – 600 v. Chr. Urnenfelderzeit Ha B3, Hallstattzeit | Wall- und Grabenreste            |      |
| Straußberg                                              | Burg Straußberg                | Spornburg | um 1200                                                   |                                  |      |
| Wernrode, Kleinfurra, Großfurra                         | Burgruine Sargberg, Feuerkuppe | Wallburg  | um 800 – 400 v. Chr. Hallstattzeit                        | Wall- und Grabenreste            |      |
| Großfurra                                               | Burg Furra                     |           |                                                           |                                  |      |
| Frauenberg bei Jechaburg                                |                                |           |                                                           | Wall- und Grabenreste            |      |
| Bebra                                                   | Alte Burg                      | Wallburg  |                                                           | Wall- und Grabenreste            |      |
| Sondershausen                                           | Spatenburg                     | Höhenburg | 11. Jahrhundert                                           |                                  |      |
| Sondershausen                                           | Jagdschloss Possen             |           | 18. Jahrhundert                                           |                                  |      |
| Seega                                                   | Kahlebergwarte                 | Wartturm  |                                                           | Turmstumpf                       |      |
| Seega                                                   | Arnsburg                       | Höhenburg | vor 1116                                                  | Ruinenreste                      |      |
| Sachsenburg                                             | Obere Sachsenburg              | Spornburg | 13. Jahrhundert                                           | Ruine                            |      |
| Sachsenburg                                             | Untere Sachsenburg             | Höhenburg | 12. Jahrhundert                                           | Ruine                            |      |